# Resolució 1905 del Consell de Seguretat de les Nacions Unides
La Resolució 1905 del Consell de Seguretat de les Nacions Unides fou adoptada per unanimitat el 21 de desembre de 2009. Després d'assenyalar la carta del primer ministre de l'Iraq, Nouri al-Maliki, el Consell va ampliar fins al 31 de desembre de 2010 les disposicions per al dipòsit provinent de les vendes d'exportació de petroli i gas al Fons de Desenvolupament per a l'Iraq, establert en virtut de Resolució 1483 (2003).
El Consell, en virtut de Capítol VII de la Carta de les Nacions Unides, va decidir examinar parts rellevants de la Resolució 1483 (2003) relativa al mecanisme del Fons de Desenvolupament i la Junta Internacional d'Assessorament i Seguiment a instàncies de l'Iraq Govern fins al 15 de juny de 2010, i va demanar al govern de l'Iraq, a través del Consell d'Experts Financers, que informés sobre els progressos realitzats, tot garantint la transició oportuna i efectiva a un mecanisme del Fons de post-desenvolupament el 31 de desembre de 2010.